# 普拉米特冰川
普拉米特冰川（英語：Plummet Glacier），是南極洲的冰川，位於維多利亞地，處於庫克里山東部，最終注入泰勒冰川，在1993年由新西蘭地理委員會命名，現時由南極條約體系管理。